# George Moorhouse
George Moorhouse (ur. 4 maja 1901 w Liverpoolu, zm. 13 czerwca 1982 w Long Beach) – amerykański piłkarz pochodzenia angielskiego, reprezentant kraju, grający na pozycji obrońcy.

## Kariera piłkarska
Karierę piłkarską rozpoczął w 1921 w angielskim klubie Tranmere Rovers F.C. W 1923 wyemigrował do Kanady, gdzie zaczął grać w klubie Montreal CPR. W tym samym roku wyjechał do USA, gdzie grał w Brooklyn Wanderers. Jednak jeszcze w tym samym roku odszedł do New York Giants. W klubie tym spędził 7 lat i w 1930 odszedł do New York Soccer Club. W 1931 przeszedł do New York Yankees. W tym samym roku zamienił ten klub na New York Americans. W 1937 zakończył karierę piłkarską.

## Kariera reprezentacyjna
Karierę reprezentacyjną rozpoczął w 1926. Został powołany na MŚ 1930. Wystąpił tam we wszystkich spotkaniach. Pojechał też do Włoch na MŚ 1934. Po tym turnieju nie zagrał w reprezentacji, dla której wystąpił w 7 spotkaniach.